# Neustadt an der Waldnaab
Neustadt an der Waldnaab település Németországban, azon belül Bajorországban. Lakosainak száma 5950 fő (2023. december 31.).

## Népesség
A település népessége az elmúlt években az alábbi módon változott:
| Lakosok száma | 1449 | 4726 | 5893 | 5537 | 5868 | 5747 | 5795 | 5813 | 5709 | 5950 |
|               | 1875 | 1950 | 1975 | 1987 | 2012 | 2014 | 2016 | 2017 | 2021 | 2023 |